# 王健青
王健青（1911年3月21日—1991年9月6日），中国人民解放军将领、中国人民解放军开国少将。
曾任中国人民解放军20军副军长兼参谋长。1955年，授予中国人民解放军少将。

## 生平
生于山东新泰县羊流镇官桥村。早年入私塾学习，后毕业于新泰县立师范讲习所；1931年加入中国共产党。1938年参加八路军。1944年任滨海军区第三军分区副政治委员，滨海区人民武装部部长。参加了鲁南反“扫荡”作战和莒县、夏庄等战斗。新中国成立后，任空军陆战第1旅政治委员，华东军区司令部人民武装部第一副部长，第20军副军长、军参谋长、第一副军长兼参谋长。1956年于军事学院函授系毕业。1960年起任某军副政治委员，南京军区工程兵部队政治委员等职。1955年被授予中国人民解放军少将军衔。获二级独立自由勋章、一级解放勋章。1988年获一级红星功勋荣誉章。是第四届全国人大代表。1991年9月6日在南京逝世。享年80岁。

## 家庭
- 妻子~郭立前（1918-1986）：山东新泰人；與王建青育有1女5子；
- 長女~王濱：
- 長子~王洪武；
- 二子~王洪光（1949年8月）：1968年入伍，1998年任装甲兵工程学院院长，2005年任南京军区副司令员，2007年晋升中将军衔，2012年退役。兒媳高燕燕是高厚良少将的女兒；
- 三子~王洪高；
- 四子~王洪星；
- 五子~王洪全（1953年12月-）；